# Deepak Bista
Deepak Bista (2 de julio de 1976) es un deportista nepalí que compitió en taekwondo. Ganó dos medallas de bronce en los Juegos Asiáticos en los años 2002 y 2006.

## Palmarés internacional
| Juegos Asiáticos | Juegos Asiáticos      | Juegos Asiáticos  | Juegos Asiáticos |
| Año              | Lugar                 | Medalla           | Categoría        |
| ---------------- | --------------------- | ----------------- | ---------------- |
| 2002             | Busan (Corea del Sur) | Medalla de bronce | –67 kg           |
| 2006             | Doha (Catar)          | Medalla de bronce | –78 kg           |